# کامل یوسف بهتیمی
محمد زکی یوسف مشهور به کامل یوسف البهتیمی(۱۹۲۲ – ۲ ژوئن ۱۹۶۹) در روستای بهتیم استان القلیوبیه یک قاری قرآن برجسته مصری بود که در خلال سال‌های ۱۹۵۰ تا ۱۹۶۰ میلادی توانست شهرت چشمگیری بدست آورد.
او ۱۲ خرداد ۱۳۴۸ درگذشت .

## شیوه تلاوت
بهتیمی و محمد صدیق منشاوی هر دو از شاگردان محمد عبدالحلیم سلامه بودند و هر دو هم‌زمان در سال ۱۹۵۳ به رادیو مصر وارد شدند و هر دو همزمان در سال ۱۹۶۹ فوت کردند . بهتیمی متأثر از کار استاد منشاوی با ترکیب دو نغمه بیات و حجاز سعی می‌کرد کار خود را در بیات شوری ارائه دهد.